# Endodoncie

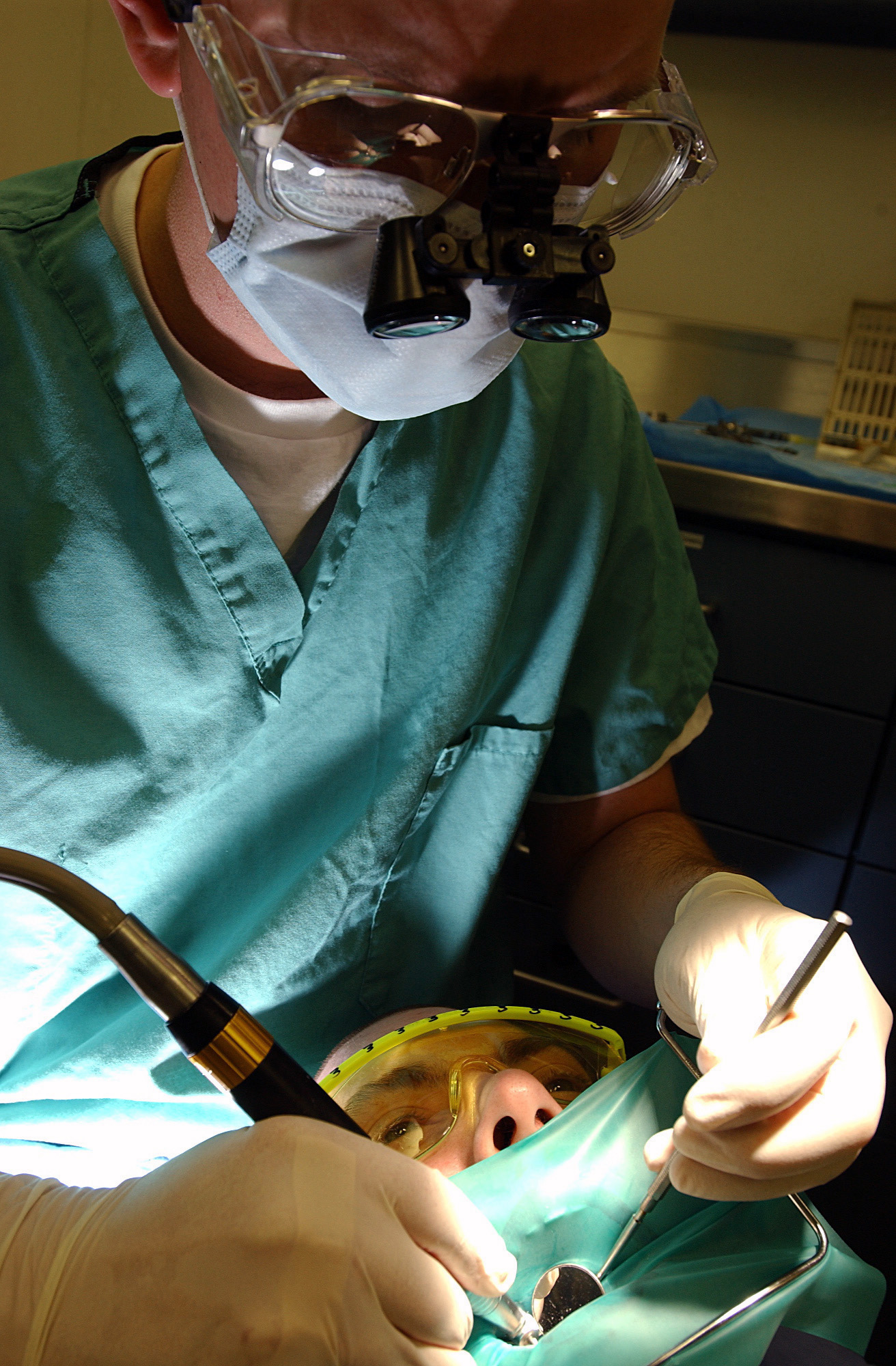
Ošetřování kořenových kanálků

Endodoncie (z řeckého endon „uvnitř“ a odus, genitiv odontos, „zub“) je jedna ze specializací zubního lékařství. Zabývá se zubní dření a tkáněmi zubních kořenů.
Endodontisté provádějí škálu zákroků, mezi které patří ošetřování kořenových kanálků, zubní chirurgie, léčba prasklých zubů nebo zubních úrazů. Jednou z nejčastějších procedur je ošetřování kořenových kanálků. Při poškození zubní dřeně (která obsahuje nervy, krevní cévy a lymfatickou a vazivovou tkáň) nemocí nebo zraněním je endodontická léčba nezbytná pro záchranu zubu.
Zubní dřeň v dospělosti nemá téměř žádnou regenerační schopnost a je-li infikována, případně jiným způsobem nevratně poškozena, zpravidla odumírá. Prostor, který vyplňovala, je obklopen tvrdými zubními tkáněmi a po zániku dřeně již není napojen na krevní řečiště. To brání bílým krvinkám vypořádat se s infekcí a se zbytky odumřelé tkáně. Navíc se zubovina kořenů stává sama hostitelem infekce. Proto se případná zánětlivá reakce odehrává v okolí otvorů, kudy původně vstupovaly cévy do zubu a kudy unikají ze zubu toxiny, případně mikroby. Neřešit problém může vést k šíření zánětu kostí čelistí i do okolních tkání a prostor.

## Cíl endodontického ošetření
1. Odstranit zbytky měkkých tkání uvnitř zubu a desinfikovat tvrdé zubní tkáně.
2. Opracovat systém kořenových kanálků, aby bylo možné jej hermeticky uzavřít.
3. Utěsnit prázdný prostor tak, aby v něm neobíhaly tekutiny a nemohly se v něm znovu usídlit mikroorganismy.

## Průběh endodontického ošetření
Ošetření je náročné na přístrojové vybavení, kvalitní nástroje a materiály a zároveň vyžaduje maximální preciznost. Aby byla dosažena nejvyšší možná kvalita, a tedy funkčnost endodontického ošetření, pracuje se pod operačním mikroskopem a používají se jednorázové sterilní nástroje do kořenových kanálků. Ošetření bývá náročné i časově, např. ošetřování vícekořenových zubů může trvat 3 až 4 hodiny.
Vlastní ošetření vždy předchází silná lokální anestezie (injekce). U akutních bolestivých případů se může stát, že vzhledem k silnému zánětu není zcela úspěšná. Vždy by se však o ni zubní lékař měl alespoň pokusit. Při mimořádně silném zánětu se na některých (obvykle nemocničních) pracovištích aplikuje inhalační analgosedace, která je mezistupněm mezi lokální anestezií a celkovou narkózou. To však vyžaduje přítomnost specialisty - anesteziologa, který v zubních ordinacích běžně k dispozici nebývá - je to tedy nadstandardní postup. Následuje hluboké odvrtání veškeré kazivé hmoty zubu, popřípadě předchozí výplně. Po otevření korunky se zprůchodní všechny kořenové kanálky buď ručními nástroji, nebo strojově endomotorem (extrémně pomaloběžná vrtačka), přičemž se odstraní z celého zubu včetně kanálků veškerá dřeň. Pakliže není možné z časových či zdravotních důvodů (nižší účinnost anestezie, prvotní ošetření na pohotovosti, horečka či celkový stav pacienta) pokračovat čištěním kanálků při jednom sezení, provede se devitalizace zubu – slouží k tomu speciální devitalizační vložky na bázi formaldehydu (např. Caustinerf, Depulpin apod.). Dříve se k tomuto účelu používala arzenová pasta (toxická, její použití je již zakázáno). Vložka se umístí do otevřené vyvrtané dřeňové dutiny k „nervu“ (pulpě); ten během několika hodin či dní odumře a následující ošetření se může provádět při další návštěvě zubního lékaře. Takto připravený zub se překryje provizorní výplní, aby devitalizující vložka nevypadla. Pokud nerv zcela odumřel, je další ošetření zubu nebolestivé i bez anestezie.
Pokud je dostatek času a dovoluje to zdravotní stav pacienta, lze dřeň (nerv) odstranit bez devitalizace, někdy i při jednom sezení, pouze pod lokální anestezií. Devitalizaci vložkou považuje moderní zubní lékařství za nouzový postup.
Vzhledem k nutnosti čistého operačního pole se používají bariérové pomůcky, zejména. tzv. kofferdam, tedy gumová blána obepínající ošetřovaný zub, která brání kontaminaci kořenového systému slinou či krví. Cílem je opracovat kořenový kanálek v celé jeho délce, která se zjišťuje v průběhu ošetření rentgenem a elektronicky, tzv. apexlokátorem (hloubkoměr kořenových kanálků).
Kořenový kanálek (canalis radicis dentis) musí být dostatečně rozšířený a zbavený veškerých zbytků zubní dřeně. K tomu slouží endomotor a také chemická dezinfekce v mnohonásobném výplachu. Dalším důležitým krokem je hermetické zaplnění kořenového kanálku. Nejčastěji se plní guttaperchovými čepy (hmota podobná gumě) a tekutým pojivem, tzv. sealerem, který po čase v kanálku ztuhne. Tím se v optimálním případě stane kanálek neprůchodný pro bakterie, čímž se brání opětovné infekci.
Posledním klíčovým bodem funkčního endodontického ošetření je dokonale těsnící definitivní výplň, případně protetická práce (korunka apod.), která zabrání opakovanému osídlení kořenového kanálku bakteriemi. Na závěr se zhotovuje kontrolní RTG, aby se zubní lékař ujistil, že je ošetření provedeno správně.